# Афина (певица)
Афина (полное имя Афи́на Я́нисовна Делиони́ди; род. 3 октября 1960, Кентау, Казахская ССР, СССР) — российская эстрадная певица и актриса. Обладательница премии «Женщина года 2010» в номинации «Культура», «Звезда Дорожного радио», лауреат премии «Шансон года в Кремле», лауреат премии «Шансон года» в БКЗ «Октябрьский» Санкт-Петербург. Участник проекта «Голос 60+» на Первый канал (Россия), где на слепых прослушиваниях исполнила песню Шэр Dov’e l’amore. Авторы композиции — Марк Тейлор и Пол Бэрри

## Биография

### Детство и юность
Афина родилась в городе Кентау Казахской ССР. Афина — это настоящее имя петербургской певицы греческого происхождения. Детство певицы прошло в городе Сухуми. В 1979 году Афина переехала в Ленинград, чтобы учиться и работать. Окончила Санкт-Петербургский университет культуры и искусств. Из интервью с Афиной: «…я сбежала из дома в Петербург в 17 лет. Семейные традиции были очень серьёзные и воспитание было хорошее. У меня всегда оставалось уважение к родителям, но я не могла принять ущемления женского достоинства.»

### Начало карьеры
Свою певческую карьеру Афина начала с песни «Без меня тебе любимый мой» в одном из ресторанов Санкт-Петербурга. В 2001 году Афина начала сотрудничать с продюсером и автором Владиславом Синицким, под началом которого в 2002 году под псевдонимом Таис дебютировала диском «Марафетик». Сольная карьера певицы началась в 2005, когда она начала выступать под собственным именем Афина и выпустила первый сольный альбом «Небо в октябре».

### Сольная карьера
На 2025 год Афина выпустила уже 17 сольных альбомов. Певица исполняет песни в жанре эстрадный шансон и лирическая песня. Музыкальные композиции певицы занимают лидирующие строчки в хит-парадах, как региональных радиостанций, так и радиостанций федерального вещания,  Питер ФМ, Дорожное радио, Русское радио, Радио Шансон, Радио Милицейская волна, Авторадио, радио Кекс ФМ и многие другие. С 2010 года концерты Афины проходят в сопровождении живой музыки.
Певица ведет активную благотворительную деятельность в помощь больным онкологическими заболеваниями.

## Дискография

### Студийные альбомы
| №  | Год  | Название альбома                  | Издатель(лейбл)    |
| -- | ---- | --------------------------------- | ------------------ |
| 01 | 2006 | «Небо в октябре»                  | Artur Music        |
| 02 | 2007 | «Шатер из звезд»                  | Монолит Рекордс    |
| 03 | 2008 | «Сердце напополам»                | Русский шансон     |
| 04 | 2010 | «Новое и лучшее»                  | Digital Records    |
| 05 | 2011 | «Афина»                           | МарсМедиа          |
| 06 | 2011 | «Афина (Полная версия)»           | Art Optimum        |
| 07 | 2014 | «Исповедь женщины»                | Афина              |
| 08 | 2015 | «Песня напополам»                 | Хорошая музыка     |
| 09 | 2018 | «Настоящая любовь»                | United Music Group |
| 10 | 2018 | «Пять хитов» EP                   | United Music Group |
| 11 | 2019 | «Лучшее из прошлого»              | Media SDV          |
| 12 | 2019 | «Исповедь женщины» (новая версия) | Media SDV          |
| 13 | 2019 | «Милый единственный» EP           | Media SDV          |
| 14 | 2020 | «Хочу быть любимой»               | United Music Group |
| 15 | 2023 | «Я ждала»                         | United Music Group |
| 16 | 2024 | «ДикоеТанго»                      | United Music Group |
| 17 | 2025 | «Ищу ответа»                      | United Music Group |

### Студийные альбомы под псевдонимом Таис
| № | Год  | Название альбома                      | Издатель(лейбл) |
| - | ---- | ------------------------------------- | --------------- |
| 1 | 2002 | «Марафетик»                           | Classic Company |
| 2 | 2003 | «Нам, честным девушкам»               | SVS Company     |
| 3 | 2004 | «Русский жанр 2в1» Елена Коган & Таис | Classic Company |
| 4 | 2005 | «С Днём Рождения!»                    | Classic Company |
| 5 | 2005 | «Джекпот»                             | Classic Company |
| 6 | 2005 | «The Best!»                           | SVS company ltd |

### Дуэты
- Афина, Татьяна Буланова — «Женская дружба»[15]
- Афина, Константин Костомаров — «Подари»[16]
- Афина, Леонид Телешев — «Не забывай»
- Афина, Александр Юрпалов — «Хочется тишины»
- Афина, Е.Голицина — «Квиты»[17]
- Афина, Л.Луста — «Я женщина»
- Афина, Сергей Войтенко — «Любовь проказница»
- Афина, Александр Ломинский — «Не жди»
- Афина, Александр Аракелов — «Встреча»
- Афина, Дмитрий Прянов — «Я скучаю»
- Афина, Дмитрий Прянов — «Настоящая любовь»
- Афина, Алексей РОМ — «Дай я тебя поцелую»
- Афина, Рада Рай — «Танцуй, красивая»
- Афина, Март Бабаян — «Жар Птица»
- Афина, RIPCHANSKY — «Самолёты»
- Афина, SELLEKTA — «Навстречу ветру»
- Афина, Борис Демин — «Сколько можно»
- Афина, Ангелина Княжищева — «Не играю»
- Афина, Гоша Грачевский — «Никогда»
- Афина, Богдан Шувалов — «Побудь со мной ещё минуту»
- Афина, Елена Шевченко — «Зажигай»
- Афина, Александр ШАТО — «Наполовину»
- Афина, Игорь Рыбаков — «Давай повторим»
- Афина, Наталья Духова — «Девочки выросли»

## Видеография
| №  | Год  | Клип                                                   | Режиссёр         |
| -- | ---- | ------------------------------------------------------ | ---------------- |
| 1  | 2006 | «Небо в октябре»                                       | А. Игудин        |
| 2  | 2012 | «Гудбай»                                               | Д. Аверин        |
| 3  | 2012 | «Никого нам любовью не спасти (памяти Анны Самохиной)» | В. Березин       |
| 4  | 2013 | «Жгучая любовь»                                        | Д. Аверин        |
| 5  | 2014 | «А вот ведь знала»                                     | П. Бутузов       |
| 6  | 2014 | «Милый единственный»                                   | А.Крылов         |
| 7  | 2015 | «Я летала»                                             | П. Бутузов       |
| 8  | 2015 | «Квиты (дуэт с Катериной Голицыной)»                   | Е. Винярская     |
| 9  | 2015 | «Подари (дуэт с Константином Костомаровым)»            | Д. Протасов      |
| 10 | 2018 | «Позволь»                                              | С.Герасимова     |
| 11 | 2018 | «Россия Моя»                                           | Ева Доника       |
| 12 | 2019 | «Дай я тебя поцелую» (дуэт с Алексеем Ром)             | А.Ром            |
| 13 | 2020 | «Буря»                                                 | Анатолий Урванов |
| 14 | 2022 | «Обереги России»                                       |                  |
| 15 | 2022 | «Зажигай (дуэт с Еленой Шевченко)»                     |                  |
| 16 | 2023 | «Серёжа,Серёженька»                                    | П. Бутузов       |
| 17 | 2024 | «Боготворите женщину»                                  | П. Бутузов       |
| 18 | 2024 | «Берёзка»                                              | П. Бутузов       |

## Фильмография
- 2009 — «Литейный» (3-й сезон) — шатенка, камео (26-я серия)
- 2012 — «Улицы разбитых фонарей-12» — цыганка, камео (32-я серия)
- 2015 — «Невский» — певица, камео (24-я серия)
- 2015 — «Советские мафии (документальный)» — Бандитский Ленинград
- 2018 — «Кино за 40 часов» — Клеопатра

## Награды
- 2009 — Обладательница медали Марии Терезы за большой вклад в развитие мировой культуры, Брюссель.
- 2010 — Обладательница премии «Народной любви», учрежденной радио Питер ФМ
- 2010 — Премия «Женщина года 2010» в номинации «Культура»
- 2012 — Участие в концерте «Ээхх, Разгуляй!»[2], с песней «Сердце напополам»
- 2013 — Звезда Дорожного радио[20]
- 2013 — Лауреат премии «Шансон года в Кремле»[2], за песню «Я пропадаю»
- 2016 — Участие в концерте «Ээхх, Разгуляй!»[2], с песней «Мужчинам не верю»
- 2018 — Лауреат премии «Шансон года» БКЗ «Октябрьский» Санкт-Петербург
- 2019 — Лауреат премии «Шансон года» БКЗ «Октябрьский» Санкт-Петербург
- 2019 — Участие в концерте «Ээхх, Разгуляй!»[2], с песней «Женская дружба» (дуэт с Татьяной Булановой).
- 2020 — Лауреат премии «Шансон года» БКЗ «Октябрьский» Санкт-Петербург
- 2022 — Лауреат премии «Шансон года в Кремле», за песню «Дикое танго»
- 2023 — Лауреат премии «Шансон года в Кремле», за песню «Дайте мне любимого»
- 2023 — Участие в концерте «Ээхх, Разгуляй!»[2], с песней «Танцуй, красивая»
- 2024 — Лауреат премии «Шансон года в Кремле», за песню «Истина»